# Пулавский, Антоний
Антоний Пулавский (пол. Antoni Pułaski; 9 марта 1747 — 26 февраля 1813) — польский государственный и военный деятель, староста черешенский, член Барской конфедерации, сеймовый посол.

## Биография
Происходил из шляхетского рода Пулавских герба Слеповрон. Сын старосты варецкого Юзефа Пулавского (1704—1769), одного из создателей Барской конфедерации, и Марианны Зелинской. Брат Казимира и Франциска Ксаверия Пулавских.
В 1764 году Антоний Пулавский подписал элекцию Станислава Августа Понятовского. В 1768 году вместе с отцом и братьями вступил в Барскую конфедерацию, где выполнял военные и дипломатические поручения. Вскоре был взят русскими в плен и отправлен в Киев, а оттуда в ссылку в Казань. При занятии Казани войсками Пугачёва перешёл к нему на службу, но затем отстал от мятежников и в отряде Михельсона принял участие в подавлении народного восстания под руководством Емельяна Пугачева, получил помилование и вернулся на родину.
В 1775 году Антоний Пулавский вернулся из России в Польшу, где король Станислав Понятовский пожалован ему чин полковника. Несколько раз избирался послом на сеймы. В 1791 году стал кавалером Ордена Святого Станислава. 23 апреля 1793 года присоединился к Тарговицкой конфедерации, став маршалком коронным и консуляром (советником) генеральной коронной конфедерации. В 1793 году был избран послом от Волынского воеводства на Гродненский сейм, который признал Второй раздел Речи Посполитой. В 1793 году был награждён Орденом Белого Орла.
Антоний Пулавский стал генерал-майором польской армии, получал ежегодную пенсию от российского и прусского послов. При поддержке российского посла Якова Сиверса был назначен генеральным инспектором коронных войск. В 1795 году после третьего раздела Речи Посполитой лишился должности и прекратил заниматься политикой. Кавалер российского ордена Святого Александра Невского.
Владел имениями в Волынском воеводстве.
Его правнук — польский историк Казимир Фердинанд Пулавский (1846—1926), отец Франтишека Яна Пулавского (1875—1956), польского историка, литератора, политика и дипломата.